# Mindya Cove
Die Mindya Cove (englisch; bulgarisch залив Миндя saliw Mindja) ist eine 2,4 m breite und 1,5 km lange Bucht an der Nordwestküste von Tower Island im Palmer-Archipel westlich der Antarktischen Halbinsel. Sie liegt zwischen dem Kap Leguillou und dem Kranevo Point.
Die bulgarische Kommission für Antarktische Geographische Namen benannte sie 2009 nach der Ortschaft Mindja im Norden Bulgariens.